# Lista dos artistas mais seguidos no Spotify
O serviço de streaming de música Spotify exibe dados para dois tipos de estatísticas sobre os perfis dos artistas que estão na plataforma: "Ouvintes" e "Seguidores". Os usuários podem escolher um músico ou artista em particular, "seguindo-os". Alguns artistas alcançaram um número excepcionalmente grande de "seguidores" na plataforma; esses artistas estão listados abaixo.
Arijit Singh é a pessoa mais seguida no Spotify, com mais de 150.5 milhões de seguidores - ele se tornou o artista masculino mais seguido na plataforma em Junho de 2024, quando ultrapassou 54 milhões de seguidores. A artista feminina mais seguida é Taylor Swift, que tem mais de 139.4 milhões de seguidores - ela foi a primeira artista a ultrapassar 100 milhões de seguidores. A banda não anglófona mais seguida é o BTS, com mais de 79.5 milhões de seguidores.

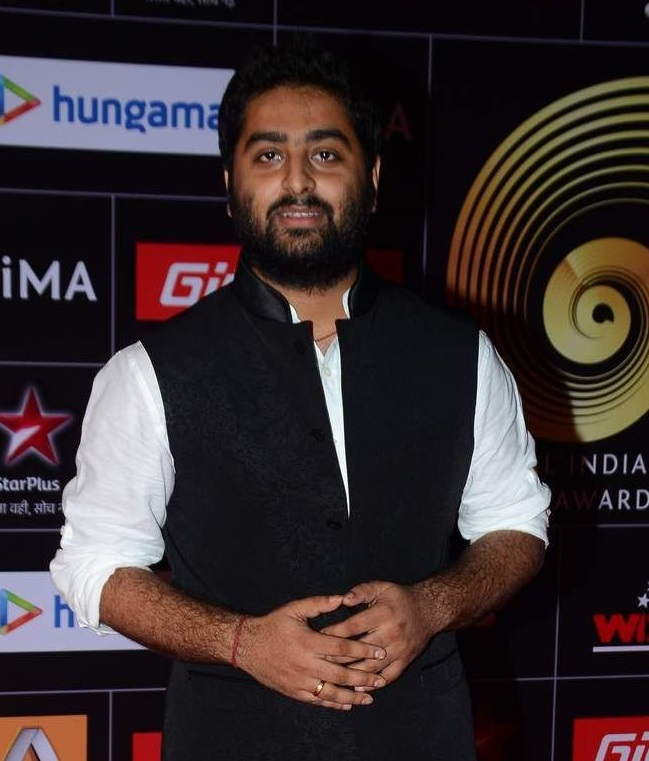
Arijit Singh é o artista mais seguido no Spotify.

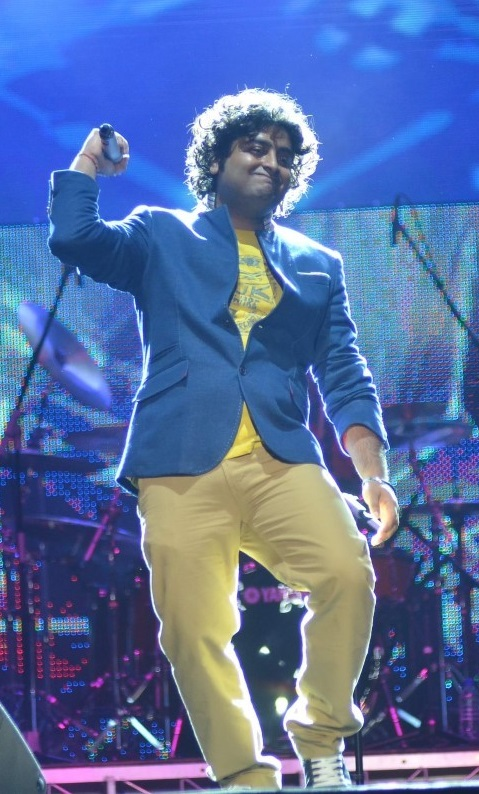

| 1  | Arijit Singh        | 150.6 | Índia              | [ 3 ]  |                        |                        |                        |                        |                        |
| 2  | Taylor Swift        | 139.4 | Estados Unidos     | [ 4 ]  |                        |                        |                        |                        |                        |
| 3  | Ed Sheeran          | 120.9 | Reino Unido        | [ 5 ]  |                        |                        |                        |                        |                        |
| 4  | Billie Eilish       | 113.8 | Estados Unidos     | [ 6 ]  |                        |                        |                        |                        |                        |
| 5  | The Weeknd          | 107.0 | Canadá             | [ 7 ]  |                        |                        |                        |                        |                        |
| 6  | Ariana Grande       | 105.8 | Estados Unidos     | [ 8 ]  |                        |                        |                        |                        |                        |
| 7  | Eminem              | 101.6 | Estados Unidos     | [ 9 ]  |                        |                        |                        |                        |                        |
| 8  | Drake               | 99.5  | Canadá             | [ 10 ] |                        |                        |                        |                        |                        |
| 9  | Bad Bunny           | 97.1  | Porto Rico         | [ 11 ] |                        |                        |                        |                        |                        |
| 10 | Justin Bieber       | 82.9  | Canadá             | [ 12 ] |                        |                        |                        |                        |                        |
| 11 | BTS                 | 79.5  | Coreia do Sul      | [ 13 ] |                        |                        |                        |                        |                        |
| 12 | Bruno Mars          | 72.8  | Estados Unidos     | [ 14 ] |                        |                        |                        |                        |                        |
| 13 | Rihanna             | 67.3  | Barbados           | [ 15 ] |                        |                        |                        |                        |                        |
| 14 | A. R. Rahman        | 65.3  | Índia              | [ 16 ] |                        |                        |                        |                        |                        |
| 15 | Adele               | 64.7  | Reino Unido        | [ 17 ] |                        |                        |                        |                        |                        |
| 16 | Coldplay            | 58.8  | Inglaterra         | \|-    |                        |                        |                        |                        |                        |
| 17 | Karol G             | 57.5  | Colômbia           | [ 19 ] |                        |                        |                        |                        |                        |
| 18 | Imagine Dragons     | 57.5  | Estados Unidos     | [ 20 ] |                        |                        |                        |                        |                        |
| 19 | Queen               | 54.2  | Reino Unido        | [ 21 ] |                        |                        |                        |                        |                        |
| 20 | Blackpink           | 54.1  | Coréia do Sul      | [ 22 ] |                        |                        |                        |                        |                        |
| 21 | Pritam              | 53.0  | Índia              | [ 23 ] |                        |                        |                        |                        |                        |
| 22 | Selena Gomez        | 52.7  | Estados Unidos     | [ 24 ] |                        |                        |                        |                        |                        |
| 23 | XXXTentation        | 50.5  | Estados Unidos     | [ 25 ] |                        |                        |                        |                        |                        |
| 24 | Lana Del Rey        | 48.5  | Estados Unidos     | [ 26 ] |                        |                        |                        |                        |                        |
| 25 | Neha Kakkar         | 48.4  | Índia              | [ 27 ] |                        |                        |                        |                        |                        |
| 26 | Post Malone         | 47.1  | Estados Unidos     | [ 28 ] |                        |                        |                        |                        |                        |
| 27 | Olivia Rodrigo      | 46.6  | Estados Unidos     | [ 29 ] |                        |                        |                        |                        |                        |
| 28 | Dua Lipa            | 46.2  | Inglaterra Albania | [ 30 ] |                        |                        |                        |                        |                        |
| 29 | Shawn Mendes        | 45.1  | Canadá             | [ 30 ] |                        |                        |                        |                        |                        |
| 30 | Maroon 5            | 45.0  | Estados Unidos     | [ 31 ] |                        |                        |                        |                        |                        |
| 31 | Sidhu Moose Wala    | 42.8  | Índia              | [ 32 ] |                        |                        |                        |                        |                        |
| 32 | Anuel AA            | 42.7  | Porto Rico         | [ 33 ] |                        |                        |                        |                        |                        |
| 33 | Kendrick Lamar      | 42.3  | Estados Unidos     | [ 34 ] |                        |                        |                        |                        |                        |
| 34 | Juice Wrld          | 40.9  | Estados Unidos     | [ 35 ] |                        |                        |                        |                        |                        |
| 35 | Alan Walker         | 40.8  | Noruega            | [ 36 ] |                        |                        |                        |                        |                        |
| 36 | Beyoncé             | 40.5  | Estados Unidos     | [ 37 ] |                        |                        |                        |                        |                        |
| 37 | Anirudh Ravichander | 40.1  | Índia              | [ 38 ] |                        |                        |                        |                        |                        |
| 38 | One Direction       | 39.7  | Reino Unido        | [ 39 ] |                        |                        |                        |                        |                        |
| 39 | Travis Scott        | 39.3  | Estados Unidos     | [ 40 ] |                        |                        |                        |                        |                        |
| 40 | Lady Gaga           | 39.2  | Estados Unidos     | A      |                        |                        |                        |                        |                        |
| 41 | Ozuna               | 38.6  | Porto Rico         | [ 42 ] |                        |                        |                        |                        |                        |
| 42 | J Balvin            | 38.4  | Colômbia           | [ 43 ] |                        |                        |                        |                        |                        |
| 43 | Shakira             | 38.4  | Colômbia           | [ 44 ] |                        |                        |                        |                        |                        |
| 44 | Katy Perry          | 37.4  | Estados Unidos     | [ 45 ] |                        |                        |                        |                        |                        |
| 45 | Marília Mendonça    | 37.4  | Brasil             | [ 46 ] |                        |                        |                        |                        |                        |
| 46 | Maluma              | 37.3  | Colômbia           | [ 47 ] |                        |                        |                        |                        |                        |
| 47 | Daddy Yankee        | 37.2  | Porto Rico         | [ 48 ] |                        |                        |                        |                        |                        |
| 48 | Atif Aslam          | 36.5  | Paquistão          | [ 30 ] |                        |                        |                        |                        |                        |
| 49 | Michael Jackson     | 36.0  | Estados Unidos     | [ 49 ] |                        |                        |                        |                        |                        |
| 50 | Camila Cabello      | 35.0  | Cuba Mexico        | [ 30 ] | Em 27 de junho de 2025 | Em 27 de junho de 2025 | Em 27 de junho de 2025 | Em 27 de junho de 2025 | Em 27 de junho de 2025 |